# Tijjani Noslin
Tijjani Noslin (* 7. Juli 1999 in Amsterdam) ist ein  niederländischer Fußballspieler. Der Stürmer steht seit dem Sommer 2024 bei Lazio Rom unter Vertrag.

## Karriere
Januar 2024 wechselte Noslin in die italienische Serie A zur Verona.
In dem folgenden Sommer 2024 wechselte Noslin zur Lazio Rom.